# UGC 2812
UGC 2812 = Arp 219 ist ein interagierendes Galaxienpaar im Sternbild Eridanus. Das Galaxienpaar ist etwa 468 Millionen Lichtjahre von der Milchstraße entfernt. Halton Arp gliederte seinen Katalog ungewöhnlicher Galaxien nach rein morphologischen Kriterien in Gruppen. Diese Galaxie gehört zu der Klasse Galaxien mit angrenzenden Schleifen.